# Stazione di Roccamurata
Stazione di Roccamurata vasútállomás Olaszországban, Borgo Val di Taro településen.

## Vasútvonalak
Az állomást az alábbi vasútvonalak érintik:
- Parma–La Spezia-vasútvonal

## Kapcsolódó állomások
A vasútállomáshoz az alábbi állomások vannak a legközelebb:
- stazione di Berceto
- Stazione di Ostia Parmense